# José Aguirre Cámara
José Agustín Aguirre Cámara (Alta Gracia, Córdoba, 7 de abril de 1900-Córdoba, 5 de julio de 1969), apodado "Tito", fue un político conservador y abogado argentino, perteneciente al Partido Demócrata, cuatro veces diputado de la Nación Argentina, candidato fallido a Gobernador de Córdoba en las elecciones de 1935 y Constituyente en la asamblea que sancionó la Reforma constitucional argentina de 1957.

## Orígenes, formación y primeros cargos públicos
Hijo de José Agustín Aguirre y de Manuela Cámara, ambos provenientes de las familias fundadoras de la ciudad cordobesa de Alta Gracia, ingresó a la Faculta de Derecho y Ciencias Sociales de la Universidad Nacional de Córdoba en 1919, alejándose dos años después para dedicarse a su carrera política, obteniendo el título de abogado recién en 1947.
Comenzó su carrera política en el Partido Demócrata de Alta Gracia, en 1917, como Secretario en la Municipalidad. Bajo la intendencia de León S. Morra, en 1920 ocupó la Secretaria de Hacienda de la Municipalidad de Córdoba. Desde entonces ocupó diversos cargos partidarios, integrando el Comité Central Demócrata en diciembre de 1929. Con el apoyo del Ingeniero Emilio F. Olmos, nuevo presidente del Partido, se convierte en candidato a Diputado de la Nación Argentina a las elecciones del 2 de marzo de 1930.

## La elección parlamentaria de 1930

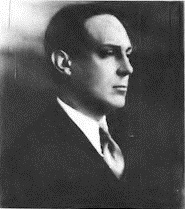
Aguirre Cámara en 1930.

La crisis financiera internacional de octubre de 1929, tuvo serios efectos en la República Argentina cuyo financiamiento rentístico proviene principalmente de las actividades de comercio internacional. La disminución de los precios agrícolas, la desocupación, la expulsión de mano de obra de las zonas rurales a las grades urbes, el surgimiento de las villas miseria se transformó en descontento popular hacia el gobierno de Hipólito Yrigoyen.
Las medidas gubernamentales frente a la crisis parecían insuficientes y en la elección legislativa del 2 de marzo de 1930, el Partido Demócrata de Córdoba, superadas las crisis internas de los años veinte, se impone a la lista de la Unión Cívica Radical. Nicanor Costa Méndez,	Miguel A. Cárcano,	José A. Aguirre Cámara y Marcial J. Zarazaga son electos diputados nacionales por la mayoría.
La Unión Cívica Radical volvió a ganar, aumentando incluso sus bancas con relación a la elección de 1928. Sin embargo, la disminución del total de votos del yrigoyenismo representó una derrota política. Cuando varios de los diputados electos por los partidos opositores al gobierno de Yrigoyen se acercaron a la Cámara a prestar juramento, se dieron con que sus diplomas había sido rechazados; iniciando una disputa parlamentaria que dejó a la Cámara de Diputados de la Nación Argentina sin funcionar durante todo el período de sesiones ordinarias.
El país estaba funcionando sin Poder Legislativo mientras crecían las acciones opositoras en la que intervinieron miembros del Congreso, la prensa, el Partido Socialista independiente y grupos nacionalistas, estos grupos constituían una nueva fuerza desprendida del conservadurismo, que simpatizaba con las ideas fascistas de Mussolini. Postulaban sustituir el sistema político constitucional por uno nuevo de corte corporativo y derogar Ley 8.871, conocida como Ley Sáenz Peña. Encontraron partidarios en las filas del Ejército Argentino y en algunos intelectuales como Leopoldo Lugones, autor de "La Hora de la espada" (1927).
El 10 de agosto se da a conocer el Manifiesto de los 44, al que adhirieron parlamentarios de distintos sectores, todos opositores a Yrigoyen y entre los cuales firma Aguirre Cámara. En él se acusaba al Gobierno Nacional de alterar el normal funcionamiento del sistema constitucional, de todos los entes autárquicos del estado argentino, el principio de autonomía de las provincias, las leyes del trabajo, de actuar con despilfarro e imprudencia en la distribución de los recursos, de negligencia en la defensa de los intereses agrarios y de causar la ruina del país. Este manifiesto alteró aún más los ánimos y las críticas se hicieron más virulentas. Mítines políticos opositores, grupos universitarios y grupos nacionalistas provocaron disturbios reclamando la renuncia de Yrigoyen. Solo algunas voces del socialismo argentino y de los demócrata progresistas reclamaron calma.
El ejército también manifestó su disconformidad con la gestión de gobierno. Pero había dos sectores con distintas propuestas. Uno encabezado por el general José Félix Uriburu proponía la reforma total del sistema y la eliminación del sufragio universal para reemplazarlo por un sistema corporativo. El otro sector, liderado por el exministro de Guerra general Agustín P.Justo sostenía la necesidad de derrocar a Yrigoyen pero manteniendo el sistema vigente.
El golpe ya era un hecho pero Yrigoyen no creía en él, Dellepiane, ministro de Guerra renunció al sentirse impotente frente a la situación. El 5 de septiembre Yrigoyen delegó el mando en el vicepresidente Enrique Martínez, su salud era muy débil. Este declaró el estado de sitio pero la revolución ya estaba en marcha. Uriburu llegó a la casa de Gobierno sin resistencia alguna. Horas después el vicepresidente entregaba el mando. Yrigoyen se entregó en la ciudad de La Plata donde fue arrestado y enviado a la Isla Martín García.

## Ministro del último gobernador demócrata
El fracaso del modelo corporativo de José F. Uriburu, evidenciado en la elección de gobernador de Buenos Aires, supone el retorno a la práctica constitucional de elegir presidente y gobernadores periódicamente. El Partido Demócrata de Córdoba sostiene la fórmula Emilio F. Olmos//Pedro J. Frías que simpone en la elección del 8 de noviembre de 1931.
Aguirre Cámara es designado Ministro de Hacienda de Córdoba en febrero de 1932, al asumir el nuevo gobernador. A la muerte de Olmos, Pedro J. Frías lo confirma en el cargo hasta su renuncia en 1935 para ser oficializado candidato a gobernador de Córdoba.

## La histórica elección del 3 de noviembre de 1935
El gobierno de Pedro J. Frías, atento al final de su mandato, convoca a nuevas elecciones. En 1935 la Unión Cívica Radical levantó la abstención electoral que había mantenido hasta entonces como signo de protesta ante el fraude electoral generalizado. En ese marco, Amadeo Sabattini renunció el 12 de enero de 1935 a la presidencia del radicalismo para ser precandidato a gobernador. Contra las acusaciones de comunista hechas por sus adversarios demócratas y los radicales alvearistas, es proclamado precandidato a gobernador de la provincia de Córdoba, acompañado por otro joven yrigoyenista, Alejandro Gallardo. En su discurso del 4 de julio dice:

"He sido y sigo siendo yrigoyenista no en el sentido de la sumisón incondicional a la voluntad de un hombre, sino porque he interpretado a Irigoyen como a un pensamiento en marcha, en pro de la redención de las clases trabajadoras y necesitadas, y de lucha eterna contra el privilegio".

En la elección interna del 7 de julio, el binomio Amadeo Sabattini//Alejandro Gallardo se impone a la fórmula Agustín Garzón Agulla//Pablo J. Rodríguez.
Si bien la Ley Sáenz Peña representó un avance trascendente, los hábitos políticos en la década de 1930, marcaron el regreso de la compra de votos, el robo de urnas, el secuestro de las libretas de enrolamiento, el encierro de los votantes hasta la hora de llevarlos a votar y la cadena son –a pesar del paso del tiempo-, una práctica habitual que se repite elección tras elección. Los dirigentes del Partido Demócrata de Córdoba sin embargo, confiaron en el prestigio de la obra de gobierno de Emilio F. Olmos y Pedro Frías y postularon para gobernador al ministro de Hacienda José Aguirre Cámara, de excelentes condiciones oratorias, acompañado por el ingeniero Luis Alonso para la vicegobernación.
El proceso preelectoral fue inobjetable. Las elecciones del 3 de noviembre de 1935 no mostraron fallas visibles en las ciudades, pero hubo algunas irregularidades en las zonas rurales que obligaron al Tribunal Electoral a anular mesas y llamar a complementarias, fijadas para el 17 de noviembre. Como se habían hecho elecciones municipales y comunales simultabeamente con las de autoridades provinciales, el inmediato escrutinio de aquellos reveló un aluvión de votos radicales en todas las zonas.
Ambos partidos pretenden el triunfo. El fantasma del fraude ronda. Humberto Cabral, acompañado por Santiago del Castillo y Agustín Garzón Agulla, denuncia ante el juez electoral que en la sede del Poder Ejecutivo o en el domicilio particular del gobernador de la provincia se guardan libretas de enrolamiento secuestradas por la policía para ser usadas en los comicios. El magistrado no hace lugar al reclamo. La violencia no se hace esperar. Los demócratas fletan el famoso tren fantasma que entra a los balazos en los pueblos que han dado mayoría radical en las elecciones comunales. Los radicales no se quedan quietos y se defienden a punta de pistola. Un dirigente radical de Sacanta, Erasmo Ceballos Araya, es baleado. Los radicales armados salieron a "defender los comicios" ante un supuesto intento de manipulación de las urnas por parte de los conservadores. 
Ejemplo de ello fue el violento tiroteo de Plaza de Mercedes, en defensa a balazos de la elección en esa pequeña localidad del departamento Río Primero, que costó la vida de dos dirigentes radicales y siete policías el mismo 17 de noviembre. Para atajarse de un muy posible fraude, el Comité Provincial de la U.C.R. envió una delegación armada, integrada por el campeón de tiro Carlos Moyano y dirigentes importantes como Santiago del Castillo, Argentino Auchter, el legislador provincial Pedro Vivas y Agobar Anglada, entre otros. Vivas, que fue a la cita con escopeta en mano, y Anglada murieron en el tiroteo y fueron convertidos en los mártires del radicalismo cordobés. Iniciado el escrutinio el 19, dará el triunfo, aunque por leve margen a la Unión Cívica Radical por 5.800 votos de diferencia.

## Historia electoral
Resultados electorales
- 03/11/1935 Elección para gobernador y vice

| Formula                                 | Partido/Alianza                       | Votos   | Porcentaje |  |
| --------------------------------------- | ------------------------------------- | ------- | ---------- |  |
| Amadeo Sabattini - Alejandro Gallardo   | Unión Cívica Radical                  | 109.867 | 50,06%     |  |
| José Aguirre Cámara - Alfredo J. Alonso | Partido Demócrata de Córdoba          | 104.067 | 47,42%     |  |
| Arturo Orgaz - Juan C. Pressacco        | Partido Socialista                    | 3.596   | 1,63%      |  |
| Remo Copello                            | Partido Agrario                       | 1.794   | 0,81%      |  |
| Ernesto Echevarria                      | Unión Cívica Radical Antipersonalista | 116     | 0,05%      |  |

## Actuación pública posterior
Derrotado por Sabattini, el gobernador Frías lo designa presidente de la Junta Provincial de Trabajo. Cargo que desempeña hasta el 17 de mayo de 1936, cuando asume el nuevo gobernador radical. En la elección del 6 de marzo de 1938, Aguirre Cámara es elegido Diputado de la Nación Argentina por la minoría del Partido Demócrata de Córdoba, que obtiene el segundo lugar en las elecciones generales.
En la elección del 1 de marzo de 1942 es reelecto, nuevamente por la minoría. La Revolución del 43 lo dejará alejado de la función pública, hasta su elección como diputado de la Provincia de Córdoba desde 1949 hasta 1952. Desde entonces, participó del grupo opositor a las políticas de Juan D. Perón.
En la elección legislativa de 1963, fue elegido Diputado de la Nación Argentina.